# Fernando VII của Tây Ban Nha
Fernando VII của Tây Ban Nha (tiếng Anh: Ferdinand VII; 14 tháng 10 năm 1784 - 29 tháng 9 năm 1833) ông trị vì Vương quốc Tây Ban Nha trong hai lần, lần đầu vào năm 1808 và lần thứ 2 từ năm 1813 cho đến khi ông qua đời vào năm 1833. Những người ủng hộ đã gọi ông là "el Deseado" (Người được mong chờ), trong khi đó những người oán ghét ông thì gọi ông là "el Rey Felón" (Vị vua tội ác).
Fernando là con trai trưởng của vua Carlos IV, trở thành "trữ quân" cho ngai vàng Tây Ban Nha từ khi mới sinh ra đời. Sau sự kiện Aranjuez năm 1808, cha ông đã tuyên bố thoái vị để ủng hộ việc ông lên ngôi, nhưng trong năm đó Hoàng đế Napoleon I của Đệ Nhất Đế chế Pháp nắm trong tay 100.000 quân đang chiếm đóng Tây Ban Nha đã tuyên bố lật đổ triều đại Bourbon Tây Ban Nha, có nghĩa là không thừa nhận sự lên ngôi của Fernando. Sự kiện này được xem là chiêu bài dọn đường của Napoleon để đưa anh trai của mình là Joseph Bonaparte lên ngôi vua Tây Ban Nha. Sau khi bị lật đổ khỏi ngai vàng, Fernando đã liên kết chế độ quân chủ của mình với các chính sách phản cách mạng và phản động, điều này đã tạo ra rạn nứt sâu sắc ở Tây Ban Nha giữa các lực lượng cánh hữu do ông đứng đầu và các lực lượng cánh tả do phe Tự do lãnh đạo.
Fernando trở lại ngai vàng vào tháng 12/1813, ông đã cho tái lập Chế độ quân chủ chuyên chế và đồng thời bác bỏ Hiến pháp tự do năm 1812. Một cuộc nổi dậy vào năm 1820 do Rafael del Riego lãnh đạo đã buộc Fernando phải khôi phục hiến pháp, bắt đầu thời kỳ Trienio Liberal: giai đoạn 3 năm cai trị tự do. Năm 1823, Quốc hội Verona đã cho phép Vương quốc Pháp can thiệp vào Tây Ban Nha để khôi phục quyền lực chuyên chế cho Fernando lần thứ hai. Ông đã cho đàn áp tự do báo chí từ năm 1814 đến 1833, bỏ tù nhiều chủ biên tập và nhà văn.
Dưới sự cai trị của ông, Tây Ban Nha mất gần như tất cả các Thuộc địa châu Mỹ, và đất nước lâm vào một cuộc nội chiến ở quy mô lớn sau khi ông qua đời. Di sản chính trị của ông vẫn còn gây tranh cãi kể từ khi ông qua đời, hầu hết các nhà sử học coi ông là một vị vua bất tài, chuyên quyền và thiển cận.

## Đầu đời
Fernando là con trai cả của Vua Carlos IV, mẹ là Công chúa Maria Luisa của Parma. Fernando sinh ra tại Cung điện El Escorial gần Madrid. Từ rất sớm, Fernando đã được xem là người thừa kế ngai vàng của Đế chế Tây Ban Nha, tuy nhiên bố mẹ ông và thủ tướng Manuel Godoy đã loại ông ra khỏi tất cả các quyền lực trong chính phủ. Người dân Tây Ban Nha bất mãn với các chính sách của chính phủ đã gây ra một cuộc nổi loạn vào năm 1805. Vào tháng 10/1807, Fernando đã bị bắt vì đồng loã với các phần tử nổi loạn trong Âm mưu El Escorial, trong đó quân nổi loạn mong muốn sự can thiệp của nước ngoài vào Tây Ban Nha, cụ thể là từ Hoàng đế Pháp Napoleon I. Khi âm mưu được phát hiện, Fernando đã bị bắt giao về cho Hoàng gia.

## Thoái vị và khôi phục ngai vàng

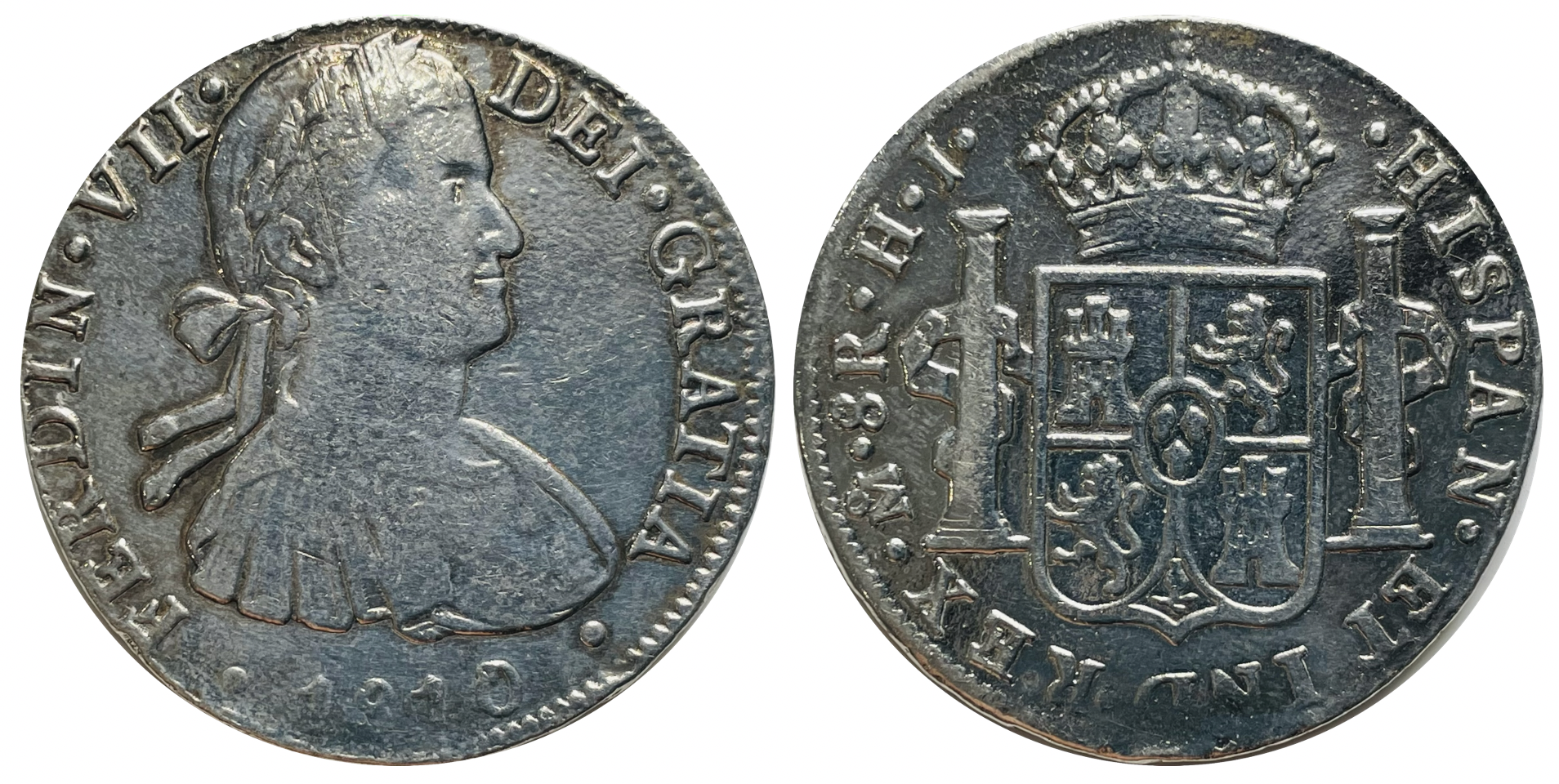
Xu bạc: 8 real Phó vương quốc Tân Tây Ban Nha với chân dung Fernando VII ở mặt trước, đúc năm 1810

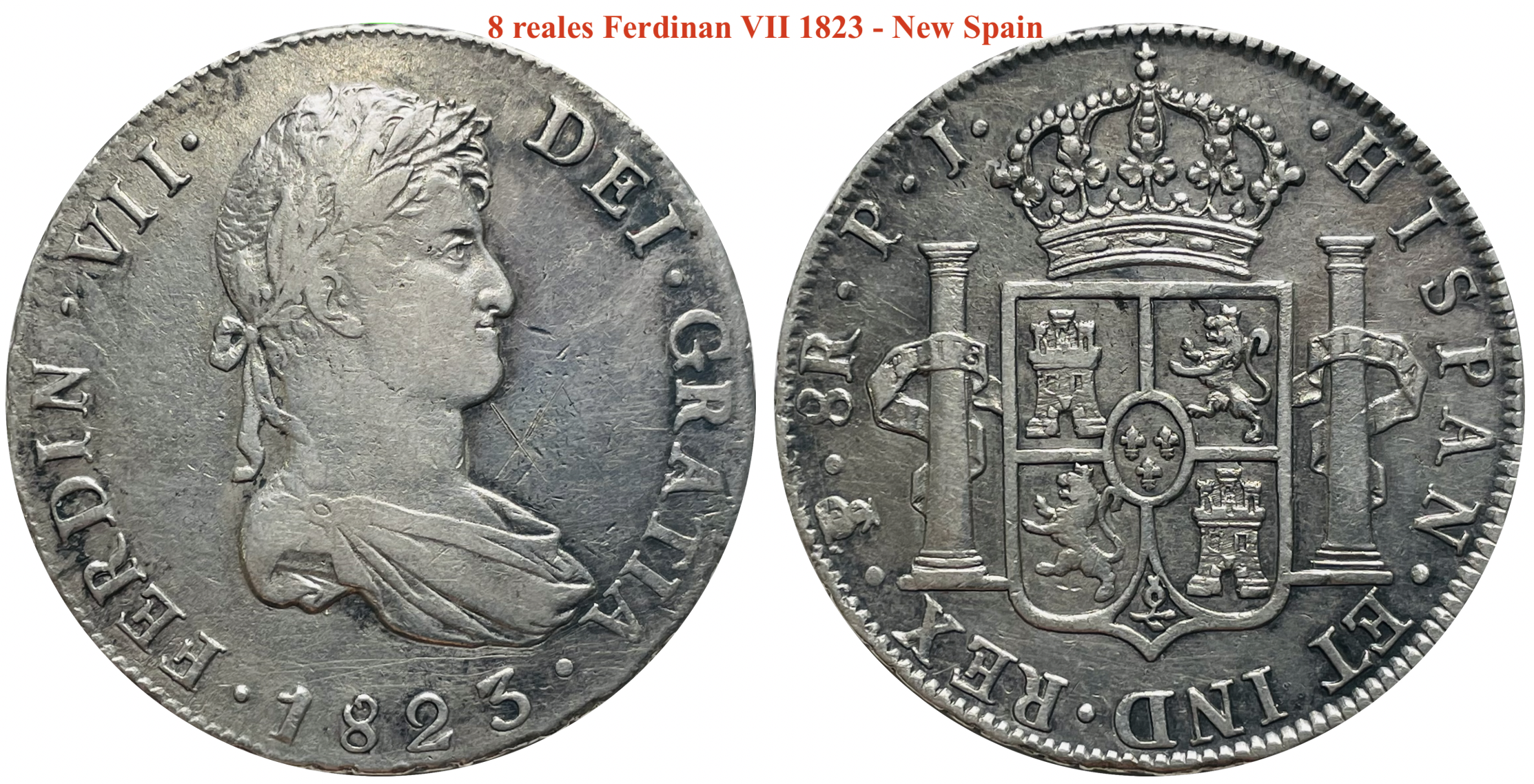
Xu bạc: 8 real Phó vương quốc Río de la Plata với chân dung Fernando VII ở mặt trước, đúc năm 1823

Sau một cuộc bạo loạn tại Aranjuez, vua Carlos IV của Tây Ban Nha tuyên bố thoái vị vào tháng 3/1808. Fernando lên kế vị ngai vàng với vương hiệu Fernando VII và vị tân vương này đã quay sang ủng hộ Hoàng đế Napoleon I. Ông thoái vị vào ngày 6/05/1808 và sau đó Napoleon đã giam lỏng Fernando tại Château de Valençay trong 6 năm.
Chính phủ Tây Ban Nha chấp nhận sự thoái vị của Fernando VII, nhưng họ không ủng hộ việc Hoàng đế Napoleon I đưa anh trai mình là Joseph Bonaparte lên làm vua của Tây Ban Nha. Các cuộc nổi dậy nổ ra trên khắp đất nước, đánh dấu sự khởi đầu của Chiến tranh Bán đảo. Các chính quyền cấp tỉnh được thành lập để kiểm soát các khu vực chóng đối với quyền lực của vị vua mới - Joseph I. Sau Trận Bailén, người Tây Ban Nha đã chứng mình rằng họ có thể chóng lại quyền lực của người Pháp. Hội đồng Castile đã tuyên bố không công nhận việc thoái vị của Fernando VII và đến ngày 24/08/1808, ông lại được phong làm vua của Tây Ban Nha, và các cuộc đàm phán giữa hội đồng và các cơ quan quân sự cấp tỉnh để thành lập Hội thẩm trung ương tối cao đã được hoàn thành. Sau đó, vào ngày 14/01/1809, chính phủ Anh công nhận Ferdinand VII là vua của Tây Ban Nha.
Năm năm sau, khi đã trải qua những thất bại nghiêm trọng trên nhiều mặt, Napoleon I đồng ý thừa nhận Fernando VII là vua của Tây Ban Nha vào ngày 11/12/1813 và ký Hiệp ước Valençay, để Fernando trở lại Tây Ban Nha. Fernando sớm nhận ra rằng, một thế giới mới đã được sinh ra từ sự xâm lược của ngoại bang và cuộc cách mạng trong nước. Nhân danh ông, Tây Ban Nha đã chiến đấu cho độc lập của mình và nhân danh ông các thuộc địa Tây Ban Nha tiếp tục tồn tại ở Tân Thế giới. Tây Ban Nha không còn là chế độ quân chủ tuyệt đối như thời của cha ông. Thay vào đó, giờ đây ông được yêu cầu trị vì đất nước theo Hiến pháp tự do năm 1812. Trước khi Fernando được phép đặt chân trở về Tây Ban Nha, ông phải đảm bảo với phe cách mạng rằng ông sẽ cai trị đất nước dựa trên hiến pháp và ông đã đồng ý.
Ngày 24/03, người Pháp đã bàn giao Fernando lại cho quân đội Tây Ban Nha ở Girona, và họ đã rước nhà vua về Madrid. Trong suốt vài tháng tiếp theo ở Tây Ban Nha phe bảo thủ và Giáo hội khuyên ông bác bỏ hiến pháp. Vào ngày 4/05, Fernando VII ra lệnh bãi bỏ hiến pháp và ngày 10/05, các lãnh đạo phe tự do soạn thảo ra hiến pháp đã bị bắt. Fernando biện minh cho hành động của mình bằng cách tuyên bố rằng hiến pháp đã được soạn thảo ra bởi một Quốc hội bất hợp pháp chưa có sự phê chuẩn của nhà vua. Fernando VII hứa sẽ triệu tập một Quốc hội truyền thống với cơ chế đại diện đầy đủ từ giới Tăng lữ và quý tộc để lập ra một bản hiến pháp tự do khác, nhưng điều này không bao giờ được thực hiện.
Trong khi đó, các cuộc chiến tranh giành độc lập đã nổ ra ở châu Mỹ, mặc dù quân nổi dậy bị chia rẻ và tình cảm bảo hoàng vẫn còn mạnh mẽ ở nhiều khu vực, nhưng các tuyến đường thương mại quan trọng của Đế chế Tây Ban Nha như tuyến hàng hải xuyên Thái Bình Dương Manila galleon đã bị gián đoạn khiến cho nền kinh tế Tây Ban Nha điêu đứng.
Chế độ cai trị chuyên chế được phục hồi của Fernando VII được cố vấn bởi một nhóm các cận thần mà nhà vua sủng ái, nhà vua có một chính phủ không hề ổn định và điều này thể hiện qua việc ông đã thay đổi các bộ trưởng liên tục, vài tháng một lần.
Trong Chiến tranh giành độc lập Mexico, tướng của phe bảo hoàng là Agustin de Iturbide và Juan O'Donojú, đã ký Hiệp ước Cordoba, kết thúc cuộc chiến giành độc lập và thành lập ra Đế chế Mexico. Họ có ý định trao vương miện hoàng gia Mexico cho Ferdinand VII, theo đó ông sẽ cai trị đất nước này trong Liên minh cá nhân, nhưng chính Fernando đã tuyên bố vô hiệu tuyên bố ở trên và khẳng định rằng không có bất kỳ một người châu Âu nào có thể kế vị ngai vàng của Mexico.